# Lugano (quận)

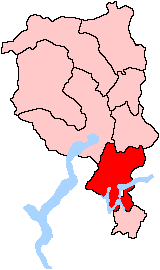
Quận Lugano

Quận Lugano (còn được gọi là Luganese) là một quận thuộc bang Ticino, Thụy Sĩ.

## Vùng và hạt
Quận Lugano có 86 hạt được chia thành 12 vùng: 
- Vùng Lugano ovest: Lugano (phía Đông sông Cassarate);
- Vùng Lugano est: Lugano (phía Tây Cassarate);
- Vùng Ceresio: Maroggia, Rovio, Brusino Arsizio, Arogno, Melano, Bissone;
- Vùng Carona: Paradiso, Carona, Melide, Carabbia, Barbengo, Morcote, Vico Morcote, Carabietta, Grancia, Collina d'Oro;
- Vùng Magliasina: Caslano, Pura, Ponte Tresa, Curio, Neggio, Magliaso;
- Vùng Agno: Agno, Bioggio, Iseo, Muzzano, Cademario, Vernate;
- Vùng Sessa: Sessa, Astano, Bedigliora, Croglio, Monteggio;
- Vùng Sonvico: Sonvico, Cimadera, Villa Luganese, Certara, Bogno, Valcolla, Cadro;
- Vùng Vezia: Vezia, Cureglia, Cadempino, Lamone, Comano, Sorengo, Massagno, Savosa, Porza, Canobbio;
- Vùng Breno: Alto Malcantone, Novaggio, Miglieglia, Aranno;
- Vùng Capriasca: Capriasca, Corticiasca, Bidogno, Ponte Capriasca, Lugaggia, Origlio;
- Vùng Taverne: Taverne-Torricella, Rivera, Bironico, Camignolo, Mezzovico-Vira, Sigirino, Bedano, Gravesano, Manno.